# Катастрофа DC-8 под Монреалем
Катастрофа DC-8 под Монреалем — крупная авиационная катастрофа, произошедшая в пятницу 29 ноября 1963 года в районе Сент-Терез-де-Бленвилль провинции Квебек. Авиалайнер Douglas DC-8-54F авиакомпании Trans-Canada Air Lines выполнял внутренний рейс TCA831 по маршруту Монреаль—Торонто, но через 5 минут после взлёта рухнул на землю и разрушился. Погибли все находившиеся на его борту 118 человек — 111 пассажиров и 7 членов экипажа.
На момент событий это была крупнейшая авиакатастрофа в истории Канады и в истории самолёта Douglas DC-8.

## Самолёт
Douglas DC-8-54F (заводской номер 45654, серийный 179) был выпущен в 1963 году с завода компании «Douglas Aircraft Company» в Лонг-Бич (Калифорния, США) и 5 февраля совершил первый полёт. 8 февраля того же года поступил в авиакомпанию Trans-Canada Air Lines, где получил серийный номер 814, а 12 февраля получил свидетельство о регистрации и бортовой номер CF-TJN. На день катастрофы налетал 2174 часов. Существенных замечаний по работе оборудования не имел.
Его 4 турбовентиляторных двигателя Pratt & Whitney JT3D-3 имели следующие данные:
- №1 — заводской номер 72-00-102-222, установлен 29 августа 1963 года. Наработка с момента установки — 686 часов, общая — 1590 часов.
- №2 — заводской номер 72-00-102-212, установлен 22 августа 1963 года. Наработка с момента установки — 753 часа, общая — 1660 часов.
- №3 — заводской номер 72-00-102-218, установлен 22 августа 1963 года. Наработка с момента установки — 753 часа, общая — 2174 часа.
- №4 — заводской номер 72-00-102-209, установлен 27 ноября 1963 года. Наработка с момента установки — 21 час, общая — 1697 часов.

## Экипаж и пассажиры
Состав экипажа рейса TCA831 был таким:
- Командир воздушного судна (КВС) — 47-летний Джон Д. Снайдер (англ. John D. Snider). Очень опытный пилот, с 1940 по 1944 годы проходил службу в Королевских ВВС Канады и имел общий налёт 1045 часов (преимущественно как пилот бомбардировщика). 27 октября 1944 года устроился в авиакомпанию Trans-Canada Air Lines, проработал в ней 19 лет и 1 месяц. На день катастрофы налетал 17 206 часов, 561 из них на Douglas DC-8. Имел по лётному рейтингу I класс (подтверждал его на протяжении 17 лет). За 19 лет и 1 месяц работы в Trans-Canada Air Lines прошёл 40 медицинских осмотров, во всех был признан физически здоровым[5][6].
- Второй пилот — 35-летний Гарольд Д. Дайк (англ. Harold J. Dyck). Опытный пилот, в авиакомпанию Trans-Canada Air Lines устроился 9 февраля 1953 года, проработал в ней 10 лет и 9 месяцев. На день катастрофы налетал 8302 часа 58 минут, 397 часов 54 минуты из них на Douglas DC-8. 6 мая 1954 года получил по лётному рейтингу I класс, но за 4 года до катастрофы 4 раза допускал его снижение до II класса, непосредственно на день катастрофы имел I класс (был обновлён 7 ноября 1963 года). За почти 11 лет работы в Trans-Canada Air Lines прошёл 26 медицинских осмотров, во всех был признан физически здоровым[6][7].
- Бортинженер — 29-летний Эдвард Д. Бакстер (англ. Edward D. Baxter). До работы в Trans-Canada Air Lines работал разнорабочим, водителем грузовика, клерком, кассиром и студентом-пилотом Королевских ВВС Канады. В авиакомпанию Trans-Canada Air Lines устроился 8 июля 1957 года (проработал в ней 6 лет и 4 месяца) сперва пилотом Vickers Viscount и Canadair North Star[англ.], а в июне 1963 года был квалифицирован на бортинженера Douglas DC-8. На день катастрофы налетал 3603 часа, 277 из них на DC-8. По лётному рейтингу имел II класс. Из замечаний по здоровью была боль в груди, возникшая во время одного из перелётов в декабре 1961 года; он был отстранён от полётов на 2 недели, но после вновь возвращён в строй, так как причиной боли посчитали спазм мышц и не было никаких доказательств о проблемах с сердцем[7][1].

В салоне самолёта работали четыре стюардессы:
- Имантс Э. Зирнис (англ. Imants E. Zirnis), 24 года — старшая стюардесса.
- Кэтлин П. Крейгтон (англ. Kathleen P. Creighton), 23 года.
- Линда Дж. Слагт (англ. Linda J. Slaght), 22 года.
- Лорна-Джин К. Уоллингтон (англ. Lorna-Jean C. Wallington), 23 года.

| Гражданство | Пассажиры | Экипаж | Всего |
| ----------- | --------- | ------ | ----- |
| Канада      | 107       | 8      | 115   |
| США         | 2         | 0      | 2     |
| Индия       | 1         | 0      | 1     |
| Швеция      | 1         | 0      | 1     |
| Всего       | 111       | 7      | 118   |

## Хронология событий
Douglas DC-8-54F борт CF-TJN выполнял регулярный внутренний рейс TCA831 из Монреаля в Торонто, расчётное время вылета было 18:10 EST. Согласно прогнозу погоды на 18:25, в Монреале в это время шёл небольшой дождь, было пасмурно, туман, видимость на ВПП 6,5 километров, ветер северо-восточный 6 м/сек. Из-за возникших сложностей при пересадке пассажиров со стыковочного рейса вылет рейса 831 был задержан ориентировочно на 10 минут; это было связано с тем, что посадка на рейс производилась через переднюю дверь, так как в районе задней двери находилась большая лужа. По указанию авиадиспетчера, экипаж должен был выполнить крутой набор высоты до эшелона FL290 (8850 метров) с докладом о прохождении высот 914 метров и 2133 метра соответственно. По плану полёта, после вылета из Монреаля рейс 831 должен был следовать к радиомаяку Сент-Эсташ, а далее через Оттаву к Клейнбургу и Торонто.
В 18:28 рейс 831 с 7 членами экипажа и 111 пассажирами на борту вылетел из Монреаля с ВПП №06R. Взлёт прошёл без отклонений и экипаж вскоре доложил о проходе высоты 914 метров и выполнении левого разворота на Сент-Эсташ. Это было последнее радиосообщение с рейса 831. На экране радиолокатора самолёт наблюдался в 12,8 километрах от аэропорта Монреаля среди помех от дождя и выполнял левый разворот, после чего его метка исчезла с экрана радара, о прохождении высоты 2133 метра пилоты не доложили и на неоднократные вызовы не отвечали. Около 19:00 диспетчерский центр был оповещён, что рейс TCA831 разбился. Лайнер рухнул на землю в 6,4 километрах севернее пригорода Сент-Терез-де-Бленвилль, в нескольких сотнях ярдов северней шоссе 11 и в 27 километрах от аэропорта Монреаля. По данным с сейсмографа в колледже Бребеф (англ. College Brebeuf) в Монреале было определено время катастрофы — 18:33 EST, то есть через 5 минут после вылета. На месте падения самолёта образовалась воронка, которую быстро заполнило дождевой водой.
Все 118 человек на борту рейса 831 погибли. На момент событий это была крупнейшая авиакатастрофа в истории Канады (в настоящее время — третья, после катастроф DC-8 в Гандере и MD-11 под Галифаксом) и с участием Douglas DC-8 (в настоящее время — шестая).

## Расследование
Расследование причин катастрофы рейса TCA831 проводила комиссия Совета по безопасности транспорта Канады (TSBC). Расследование осложнялось тем, что разбившийся самолёт не был оборудован бортовыми самописцами, поэтому следователям пришлось ограничиваться изучением обломков лайнера и опросом свидетелей.

### Опрос свидетелей
Из-за близости места падения самолёта к шоссе было большое число очевидцев катастрофы. Командой из 14 человек удалось собрать 110 свидетельских показаний, но все они были противоречивыми. Наиболее полезным свидетелем оказался Томас Ватт (англ. Thomas Watt), который в прошлом был опытным лётчиком. Он рассказал, что слышал шум реактивного самолёта в стороне шоссе и к западу от себя. Шум поначалу был сильным, что свидетельствовало о наборе высоты. Но затем шум двигателей прекратился, после чего стал слышен свистящий звук, характерный для падающего самолёта. По мнению Томаса Ватта, этот звук создавался не двигателями, а самим падающим самолётом. По результатам опроса остальных свидетелей было установлено, что у самолёта до столкновения с землёй не наблюдалось признаков пожара и на борту работало освещение.

### Извлечение обломков
Непосредственно на месте падения лайнера работы из-за продолжавшихся дождей были начаты лишь 30 ноября 1963 года и закончились только к 27 апреля 1964 года. Всего было задействовано около 1500 человек, которые в тяжёлых условиях перекопали 26 000 кубических ярдов грунта. Для удаления воды из образовавшейся воронки были использованы насосы. Все извлечённые обломки складывались в пустом ангаре аэропорта Монреаля. Всего было извлечено 232 459 килограммов обломков и тел погибших при расчётной взлётной массе лайнера 297 690 килограммов.

### Предварительные выводы
На основании имеющихся данных комиссия сделала следующие выводы:
1. Самолёт был надлежащим образом сертифицирован;
2. Лётный экипаж был квалифицирован на данный тип самолётов и надлежащим образом сертифицирован;
3. Загрузка самолёта была в пределах нормы;
4. Самолет и лётный экипаж были отправлены должным образом;
5. Самолёт выполнял взлёт в нормальном режиме, а затем была выполнена процедура снижения шума, предписанная для полосы №06R в международном аэропорту Монреаль;
6. Лётный экипаж не сообщал и не указывал на какие-либо проблемы в полёте;
7. Самолёт начал выполнять левый поворот в соответствии с планом полёта примерно в 14,8 километрах от точки, где двигатели были переведены на взлётный режим;
8. Когда самолёт был вблизи Сент-Эсташа, свидетель услышал резкое падение мощности в момент, когда рейс 831 находился в непосредственной близости. Никакого другого реактивного самолёта, гражданского или военного, в данном районе в тот момент не наблюдалось;
9. В непосредственной близости от Сент-Роз[англ.] самолёт отклонился от своей нормальной траектории полёта примерно на 55° вправо;
10. Самолёт после прохождения Сент-Роз быстро снизился с высоты, достигнутой ранее при наборе высоты;
11. Самолёт сохранял относительно ровное направление полёта по курсу около 330° между Сент-Роз и местом падения;
12. Самолёт врезался в землю под крутым углом;
13. Общее время полёта, прошедшее с начала разбега и до момента столкновения с землёй, составило 5 минут 15 секунд;
14. Исследование местности на траектории вероятного полёта и прилегающих районов не обнаружило обломков или частей, отделившихся от самолёта в воздухе;
15. Погодные условия были приемлемыми для выполнения полёта.

Исходя из того, что последнюю радиопередачу с самолёта вёл второй пилот, было сделано заключение, что самолётом, вероятнее всего, управлял КВС.

### Проверка двигателей
Рассматривалась версия об отказе или нарушении в работе одного или двух двигателей, что могло повлиять на создание катастрофической ситуации. На основании изучения найденных обломков были сделаны следующие выводы:
1. Примерно 75% конструкций всех четырёх двигательных установок было восстановлено. Никаких аномалий в восстановленном материале не обнаружено;
2. Не было катастрофического отказа одного двигателя, как и не было одновременных взаимосвязанных отказов нескольких двигателей;
3. Нет никаких признаков пожара в полёте, загрязнения авиатоплива или масла, столкновения с птицами, обледенения, срыва пламени, попадания внутрь воды, непреднамеренного или случайного применения реверса тяги;
4. Доступные вещественные доказательства показали, что все 4 двигателя были во взлётном режиме в начале полёта и в режиме холостого хода по меньшей мере за 10 секунд до падения. Эта цифра может быть и больше, но никак не менее 10 секунд.

### Человеческий фактор
Экспертиза крови и мягких тканей всех троих пилотов не обнаружила в них ненормальных концентраций окиси углерода или наличие летучих токсичных веществ. Изучение медицинских записей экипажа, а также беседы с их частными врачами не обнаружили каких-либо проблем со здоровьем у пилотов, они были физически здоровы и психологически компетентны. Также не было обнаружено никаких свидетельств, что на борту были токсичные или потенциально токсичные вещества, которые могли привести к недееспособности экипажа.

### Анализ данных
Факты свидетельствуют, что не было никаких разрушений в воздухе из-за турбулентности, столкновения с птицами или другими объектами, взрыва или пожара, структура самолёта до момента удара о землю не нарушалась. Данные также показывают, что основные системы, электрические, гидравлические и пневматические, функционировали без отказов. Таким образом, вероятно, органы управления и все рули были исправны и функционировали нормально от действий лётного экипажа.
Так как судмедэксперты не могли проанализировать все ткани людей, идентифицированных как члены лётного экипажа, то нельзя сказать, была ли токсичная среда, внезапная болезнь или преступное поведение причиной катастрофы. Каждая из этих возможностей очень мала, так как ни в одном образце ткани не было обнаружено признаков токсичных веществ или пожара на борту. К тому же, дроссели двигателей были вручную переведены в режим малого газа, а элероны переведены на другой угол, что свидетельствует о том, что один или несколько человек в кабине пилотов были в сознании и могли координировать движения до момента удара.
Хотя в момент взлёта рейса 831 погода допускала возможность лёгкого атмосферного обледенения, считается, что самолёт не сталкивался с сильным обледенением, которое могло бы привести к срыву потока на крыльях и потере управления. Противообледенительная система двигателя, как было установлено, работала, поэтому версия, что произошёл отказ двигателя из-за обледенения, была исключена.
В то же время положение горизонтальных хвостовых стабилизаторов было обнаружено очень значительным. На данном типе самолётов эти стабилизаторы имеют диапазон движения приблизительно от +10° до -2°. Движение горизонтальных стабилизаторов осуществляется двумя винтовыми домкратами, приводимыми гидромотором. Нормальное управление двигателями и, следовательно, контроль угла горизонтальных стабилизаторов осуществляется пилотом двумя отдельными способами:
- Первый способ осуществляется движением двух ручек на штурвальной колонке. В этом случае управление гидромотором осуществляется непосредственно, и пилот может получить полный спектр движения стабилизатора.
- Второй способ осуществляется с помощью пары двусторонних переключателей на самой штурвальной колонке. Эти переключатели контролируют электродвигатель, который в свою очередь управляет движением ручек на штурвальной колонке, и также доступен весь спектр движения стабилизатора. Фактическое положение стабилизатора никак не может быть определено по положению ручек штурвала, либо переключателей на колонке. Оно определяется специальным указателем, который, однако, так расположен, что его трудно разглядеть в нормальном полётном положении[21].

Автопилот в случае активации управляет горизонтальными стабилизаторами посредством дублирующей электрической системы. При отказе гидропривода или по желанию пилота он может управлять движением горизонтальных стабилизаторов с помощью электрических выключателей, которые задействуют дублирующую электрическую систему.

### Причины
Окончательный отчёт расследования был опубликован 8 октября 1964 года.
В отчёте, на основании изученных данных, комиссия сделала следующие выводы:
1. Расследование, организованное и проведённое Министерством транспорта, было изучено и проверено по всем вопросам, а любая деталь, которая могла способствовать или привести к происшествию, тщательно изучалась специалистами этой области[23].
2. Фактическую причину катастрофы с уверенностью назвать нельзя[23].
3. Многие из рассмотренных причин без сомнения оказались маловероятными. Не было никакого отказа двигателя, разрушения конструкции в полёте, сильного обледенения, способного вызвать срыв потока на плоскости крыла и тем самым сделать самолёт неуправляемым. Также можно сделать вывод, что экипаж не подвергался воздействию полных или потенциальных токсичных веществ, внезапной болезни или нападению. Был сделан вывод, что указанные выше причины можно точно исключить из приведших к катастрофе. Хотя на траектории полёта и присутствовала турбулентность, но она сама по себе была недостаточной, чтобы привести к потере управления, и поэтому также исключена из основных причин происшествия[23].
4. Наиболее вероятно, что к катастрофе привела следующая череда событий. По одной из нижеуказанных причин, оба горизонтальных стабилизатора были установлены на максимальный угол на пикирование. Самолет совершил клевок на пикирование, быстро достигнув такой скорости, когда любое предпринятое действие по исправлению ситуации было неэффективно, так как гидромотор привода стабилизатора остановился, лишая возможности перевести авиалайнер из пикирования в набор высоты[24]. Причины могут быть следующими:
  - Пилоты вели самолёт в пикирование из-за обледенения трубок Пито для балансировки ложного кабрирующего момента. Хотя опыт и компетентность экипажа, вероятно, помогли бы своевременно опознать ошибку и принять меры по ликвидации последствий, эта вероятность не может быть исключена[24].
  - Произошёл отказ вертикального гироскопа. Имеются доказательства того, что вертикальный гироскоп может отказать без предупреждения об этом. Если экипаж в это время вёл самолёт по авиагоризонту, то он мог быть введён в заблуждение и перевести стабилизатор на пикирование. Данный самолёт при этом был оборудован резервным авиагоризонтом, расположенным на приборной панели командира, и опыт экипажа помог бы своевременно опознать неисправность, но исключать данную версию также нельзя[25].
  - Произошёл сбой в работе продольного компенсатора, из-за чего создался эффект, когда штурвальная колонка отклонилась «на себя», словно поднимая нос самолёта. Пытаясь исправить это положение, пилот фактически начал опускать нос, что в условиях турбулентности привело к потере стабильности самолёта, когда небольшое возмущение приводило к значительным перемещениям[25][26].
5. Катастрофа произошла не вследствие нарушений установленных правил полётов или законов по аэронавтике[26].